# Guacimal
Guacimal è un distretto della Costa Rica facente parte del cantone di Puntarenas, sito nella provincia omonima.